# Ассоциация молодёжи кикуйю
Ассоциация молодёжи кикуйю (англ. Young Kikuyu Association, YKA) — организация, образованная в результате раскола Ассоциации кикуйю (англ. Kikuyu Association (KA)) 10 июня 1921 года.
В июле 1921 года переименована в Восточно-африканскую ассоциацию (англ. East Africa Association (EAA)) с целью предоставления возможности всем лицам, проживавшим на территории Восточной Африки, вступать в организацию, а не только кенийцам. По мнению Гарри Туку, занимавшего ранее пост секретаря Ассоциации кикуйю, членам последней не могло удастся найти общий язык с представителями британской колониальной администрации в Кении и необходимо было возникающие проблемы решать непосредственно с помощью правительства Британской империи, находившегося в Лондоне.